# Diadasia pereyrae
Diadasia pereyrae är en biart som först beskrevs av Holmberg 1903.  Diadasia pereyrae ingår i släktet Diadasia och familjen långtungebin. Inga underarter finns listade i Catalogue of Life.